# Bart's House of Weirdness
Bart's House of Weirdness är ett plattformsspel av Konami under 1992 för MS-DOS. Spelet är utvecklat av Distinctive Software I spelet styr spelaren Bart när han flyr från 742 Evergreen Terrace efter fått husarrest av sina föräldrar. I spelet, är Bart utrustad med vapen som används för att skjuta på fiender och djur.

## Spelet
Bart's House of Weirdness är ett action/äventyrs/strategi plattformsspel av typen singleplayer. Under husarresten blir Bart uttråkad och flyr från hemmet och besöker Springfield. Bart kommer fram till en nöjespark där han måste rädda Krusty från Sideshow Bob.
Spelet består av sex nivåer och en boss. Spelaren ska med hjälp av Bart bland annat hämta Maggies boll, undersöka källaren och vinden i hemmet, besöka biografen och Springfield Mall, han drömmer också att han medverkar i Itchy & Scratchy. Bart måste bekämpa fienderna dammråttorna, spindlarna, spökena, mutanterna och Itchy & Scratchy.
Vapnen som Bart använder är en rap-pistol, en slangbella, sprayfärg Och vattenballonger. Spelaren kontrollerar vapen med tangentbordet eller en joystick. Använder man joysticken finns två lägen, ett för skjutning och en för förflyttning. Om Bart missar målet, sjunker hans "Cool-O-Meter". För att återfå Barts coolhet, måste spelaren hitta en coolpryl som han kan använda. Efter samtliga nivåer besöker Bart nöjesparken Krustyland och räddar Krusty från Sideshow Bob.

## Utveckling
Bart's House of Weirdness utvecklades av Distinctive Software och publicerades av Konami. Spelet presenterades första gången under juni 1991 på Consumer Electronics Show i Chicago, därefter släpptes spelet under 1992 för MS-DOS med Color Graphics Adapter (CGA) och Enhanced Graphics Adapter (EGA).